# William Cullen Bryant
William Cullen Bryant (Cummington, 3 novembre 1794 – New York, 12 giugno 1878) è stato un poeta e giornalista statunitense.
Nacque a Cummington, in Massachusetts, e il padre lo crebbe come un rigido calvinista, enfatizzando come, col peccato di Adamo ed Eva, Dio si fosse allontanato dalla natura e dal genere umano.
Fu per lunghissimo tempo (dal 1828 al 1878) direttore del New York Evening Post; in tale veste sostenne i nordisti durante la guerra civile americana e propose l'abolizione della schiavitù.
Come poeta fu influenzato dal Romanticismo e scrisse il suo capolavoro, Thanatopsis, a soli 18 anni. I seguenti volumi di memorie non furono all'altezza dell'opera giovanile.